# Konang (Konang)
Konang is een bestuurslaag in het regentschap Bangkalan van de provincie Oost-Java, Indonesië. Konang telt 4259 inwoners (volkstelling 2010).